# Ernst Walter Schmidt

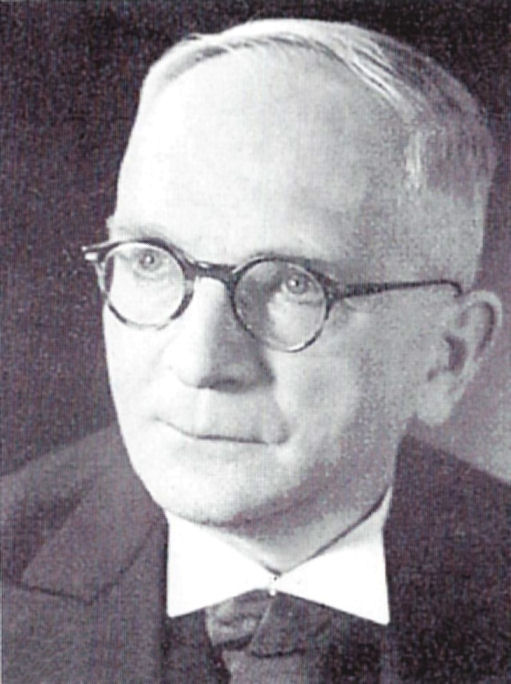
Ernst Walter Schmidt

Ernst Walter Schmidt (* 11. März 1894 in Breslau; † 5. Januar 1981) war ein deutscher evangelischer Theologe. In Bremerhaven galt er als „Schriftsteller auf der Kanzel“.

## Leben
Aus Breslau kommend, trat Schmidt in den Dienst der Bremischen Evangelischen Kirche. 1926 wurde er als Pastor an die Bürgermeister-Smidt-Gedächtniskirche berufen. In der Zeit des Nationalsozialismus bekannte er sich Anfang 1933 zwar zu Adolf Hitler; er verhinderte aber die Ablösung von Hermann Raschke durch einen nationalsozialistischen Amtsbruder. Er bewahrte seine Gemeinde vor dem Abgleiten in den Einflussbereich der Nationalsozialisten. Er wehrte sich auch gegen pietistische Anfeindungen und setzte sich für ein liberales, undogmatisches Christentum ein. Seine Stärke war die Seelsorge. Er hielt sehr anspruchsvolle Predigten und trat als Dichter und Verfasser von Traktaten und Bühnenwerken hervor. In seiner großen Belesenheit war ihm Immanuel Kant so vertraut wie die Theologiegeschichte des 19. Jahrhunderts und die Geschichte der Bremischen Evangelischen Kirche. Besonders engagierte er sich im Gustav-Adolf-Werk und im Bund für Freies Christentum. Nach 38 Dienstjahren in Bremerhaven wurde er 1964 im Alter von 70 Jahren emeritiert. Peter Gerlitz sieht in ihm „einen der besten Vertreter des freien Protestantismus“.

## Werke
- Abseits vom Strome: Gedichte. 1919.
- Nur einer kann uns führen. 1928.
- Der Vorhof und das Heilige. 1930.
- Der dunkle Weg: Schauspiel in 6 Bildern. 1948.
- Wage, wandre – und die Welt geht mit: Gedichte. 1958.
- Der Tod des Sokrates: Schauspiel in 4 Akten. 1960.
- Isis und Isolde. Schauspiel in 5 Bildern und einem Nachspiel. 1961.
- Freiheit oder Sicherheit? Beiträge zur philosophischen, politischen und religiösen Betrachtung der Geschichte. Ditzen, Bremerhaven 1964.
- Eros, Ehe, und Frau: Ihre religiöse Beurteilung in Geschichte und Gegenwart. 1966.
- Menschlicher Vogelflug: Heiteres und Satirisches. 1973.
- Totentanz in einem Königshause: Schauspiel. 1977.
- Vor der Katastrophe: Schauspiel. 1979. ISBN 978-3-88256-119-7.